# イルクーツク石油
イルクーツク石油あるいはイルクーツク石油会社（ロシア語：Ирку́тская нефтяна́я компа́ния、略称：ИНК）は、ロシア最大の独立系石油生産者の1つであるロシアの石油会社である。設立は2000年。
本社はイルクーツク、駐在員事務所はモスクワ、ヤクツク、ミルニーに存在する。
2020年現在、グループ従業員は1万人を超える。

## 概要
同社は東シベリア、イルクーツク地域、クラスノヤルスク地域、サハ共和国（ヤクート）で炭化水素の探査と生産に従事している。
2003年、イルクーツク地域で油田とガス田の商業的利用を開始した最初の企業である。
現在、年間800万トン以上の石油とガスの凝縮物を生産している。